# Hymnus an das Leben
O Hino à Vida (em alemão:  Hymnus an das Leben) é uma composição musical para coro misto e orquestra do filósofo alemão Friedrich Nietzsche.
Muitas vezes considerado idiossincrático para um filósofo, Nietzsche sentiu que sua música desempenhou um papel na compreensão de seu pensamento filosófico. Ele aplicou essa ideia particularmente ao Hino à Vida. Ele também usou a melodia da música em Hymn to Friendship para piano, que uma vez regeu em Bayreuth para Wagner e sua esposa. Isso havia, segundo Cosima Wagner, levado ao primeiro sinal de rompimento com seu amigo Richard, em 1874. Apesar das ideias de Nietzsche sobre sua música, ela foi amplamente considerada uma curiosidade biográfica, irrelevante para seu trabalho filosófico.

## Origem
Nietzsche afirmou, depois de comunicar a ideia principal de Zaratustra junto com um aspecto de sua gaya scienza, em Ecce Homo: "...aquele Hino à Vida...- um sintoma pouco trivial de minha condição durante aquele ano em que o dizer Sim o pathos por excelência, que chamo de pathos trágico, estava vivo em mim no mais alto grau. Chegará o momento em que será cantado em minha memória"(trad. Walter Kaufmann). A composição Hino à Vida foi parcialmente feita por Nietzsche em agosto e setembro de 1882, apoiada pela segunda estrofe do poema Lebensgebet de Lou Andreas-Salomé.
Em 1884, Nietzsche escreveu a Gast: “Desta vez, a 'música' chegará até você. Eu quero fazer uma música que também possa ser tocada em público, a fim de seduzir as pessoas para a minha filosofia. "Com este pedido, Gast retrabalhou Lebensgebet em Amizade, e foi orquestrado por Pietro Gasti, que modestamente negou qualquer referência na publicação a suas alterações ao que Nietzsche havia feito anteriormente. (Alguns, incluindo Benjamin Moritz, acham que essas mudanças são significativas o suficiente para considerar Life não uma obra de Nietzsche, mas de Köselitz.) No verão de 1887, EW Fritzsch em Leipzig publicou a obra com o nome de Nietzsche como a primeira edição, que é Amizade simplesmente colocada em Lied de Andreas-Salomé e com alterações orquestrais, intitulada Hymnus an das Leben.
Em outubro do mesmo ano, Nietzsche escreveu uma carta ao maestro alemão Félix Mottl, falando sobre a Vida: “Desejo que esta peça musical sirva de complemento à palavra do filósofo que, na forma das palavras, deve permanecem necessariamente obscuros. O efeito da minha filosofia encontra sua expressão neste hino. "No mês de dezembro seguinte, ele escreveu a Georg Brandes uma carta na qual comentava: "Uma obra minha para coral e orquestra acaba de ser publicada, um Hino à Vida. É a única composição minha que deve sobreviver e ser cantada um dia 'em minha memória'...."

## Ligações Externas
- Apresentação de Hymnus an das Leben
- Nietzsche Music Project
- A discografia de John Bell Young, exibições de seu trabalho na música de Nietzsche estão incluídas.
- Avaliação do cliente por John Bell Young sobre a música de Nietzsche com críticas ao CD analisado, Lauretta Altman, etc.
- "A música e o pensamento de Friedrich Nietzsche" - uma dissertação de Ben Moritz (PDF) : "o Hymnus an die Freundschaft original é uma obra geralmente bem escrita e agradável, digna de inclusão no repertório para piano."
- Música de Nietzsche em quatro volumes.
- Nietzsche como compositor